# Caibiran
Caibiran ist eine philippinische Stadtgemeinde in der Provinz Biliran. Sie hat 22.524 Einwohner (Zensus 1. August 2015).

## Baranggays
Caibiran ist politisch unterteilt in 17 Baranggays.
| - Alegria - Asug - Bari-is - Binohangan - Cabibihan - Kawayanon - Looc - Manlabang - Caulangohan (Marevil) | - Maurang - Palanay (Pob.) - Palengke (Pob.) - Tomalistis - Union - Uson - Victory (Pob.) - Villa Vicenta (Mainit) |